# Falconer
Falconer byla švédská power metalová skupina z Mjölby, která se zformovala v roce 1999.

## Biografie
Po rozpadu skupiny Mithotyn v roce 1999, kytarista Stefan Weinerhall založil skupinu, z které se později stal Falconer, se stejným druhem melodií a epických textů. Ale nyní kladl hlavně důraz na čistý zpěv. Zanedlouho nalezl zpěváka Mathiase Blada a nahrálo se první demo.
Demo poslali do různých nahrávacích společností po celé Evropě a po čase se ozvalo hned několik nabídek na kontrakt. Na demu byli bicí nahrány synteticky a Stefanovi bylo jasné, že musí sehnat opravdového bubeníka, pokud by chtěl v budoucnu nahrát nějaké album. Bubeníkem se stal Karsten Larsson, také bývalý člen skupiny Mithotyn. Nakonec skupina přijala nabídku z nahrávací společnosti Metal Blade Records.
První album s názvem Falconer se nahrálo v listopadu roku 2000 a mělo lepší odezvu v recenzích než v kolik skupina doufala.

## Diskografie
- Falconer (2001)
- Chapters From a Vale Forlorn (2002)
- The Sceptre of Deception (2003)
- Grime vs. Grandeur (2005)
- Northwind (2006)
- Among Beggars And Thieves (2008)
- Armod (2011)
- Black Moon Rising (2014)
- From a Dying Ember (2020)

## Členové skupiny
- Mathias Blad (zpěv)
- Stefan Weinerhall (kytara)
- Jimmy Hedlund
- Magnus Linhardt
- Karsten Larsson